# The Lemon Song
The Lemon Song (deutsche Übersetzung Das Zitronenlied) ist ein Song der britischen Rockband Led Zeppelin aus ihrem 1969 veröffentlichten Album Led Zeppelin II.

## Aufnahme und Musik
The Lemon Song ist einer der am meisten vom Blues beeinflussten Songs von Led Zeppelin. Er wurde in den Mystic Studios in Hollywood aufgenommen, während die Band auf ihrer zweiten Nord-Amerika-Tour war. Dabei wurde er im Studio fast komplett live eingespielt. So ist auch der Nachhall von Robert Plants Gesang nicht elektronisch, sondern allein durch die natürliche Akustik der Mystic Studios, einem ca. 5 mal 5 Meter großen Raum mit hölzernen Wänden, erzeugt.
Jimmy Page berichtete:

„Wir haben ihn live im Studio runtergespielt und nur in der Bridge ein paar Gitarren-Overdubs gemacht – ich glaube, es war eine elektrische zwölfsaitige von Fender oder Rickenbacker“

Eine weitere Besonderheit dieses Songs ist John Paul Jones komplexes Bassspiel.

## Text
Der Text des Songs machte Furore, weil er für die Erwachsenen voller sexueller Zweideutigkeiten steckt und gleichzeitig von den Kindern als ein Lied gehört werden kann, das davon berichtet, was passiert, wenn man eine Zitrone zu fest drückt.
Der Song baut auf Howlin’ Wolfs Killing Floor auf, der von Led Zeppelin oft während ihrer ersten Tour in den USA live gespielt wurde. Während späterer Auftritte entwickelte sich der Song zu The Lemon Song, mit oftmals von Plant improvisierten Texten.
Andere Textstellen, etwa "squeeze (my lemon) till the juice runs down my leg" (dt.: "presse meine Zitrone aus, bis der Saft meine Beine herunterläuft") stammen aus Travelling Riverside Blues von Robert Johnson, der von Led Zeppelin schon für die BBC-Sessions gecovert worden war. Es ist wahrscheinlich, dass Johnson die Zeile selbst von einem im selben Jahr (1937) aufgenommenen Song mit dem Namen She Squeezed My Lemon (von Arthur McKay) übernommen hat. Der Song übernimmt auch Elemente von Albert Kings Cross-Cut Saw.

## Plagiatsstreit
In den britischen Ausgaben von Led Zeppelin II von Anfang 1970 heißt der dritte Song auf dem Aufkleber der Schallplatte Killing Floor von Chester Burnett (Howlin’ Wolfs wahrer Name), auf dem Cover stand jedoch The Lemon Song von Led Zeppelin. Im Dezember 1972 klagte Arc Music, Inhaber der Veröffentlichungsrechte von Howlin’ Wolfs Songs, gegen Led Zeppelin. Die Parteien stimmten einem Vergleich zu. In der Folge wurde Howlin’ Wolf nachträglich in die Liste der Autoren aufgenommen wurde und war somit berechtigt, Tantiemen zu kassieren. Der Anteil des 1938 verstorbenen Robert Johnson war bereits gemeinfrei.

## Live-Aufführungen
The Lemon Song wurde auf den ersten drei USA-Touren der Band live aufgeführt, bevor er Ende 1969 aus der Setlist genommen wurde. Allerdings wurde die 'squeeze my lemon'-Sequenz in einen Whole Lotta Love-Medley eingefügt und nach Belieben weiter verwendet.
Jimmy Page spielte den Song 1999 auf seiner Tour mit The Black Crowes, diese Version ist auch Teil des Albums Live at the Greek. In Robert Plants offiziellen Musikvideo für In the Mood hält er an einer Szene beim Singen eine Zitrone in den Hand; eine Anspielung auf The Lemon Song.

## Besetzung
- Robert Plant – Gesang
- Jimmy Page – Gitarre
- John Paul Jones – Bass
- John Bonham – Schlagzeug